# Sint-Franciscusbasiliek (Bolsward)
De Sint-Franciscusbasiliek is een in 1932 ontworpen rooms-katholieke kerk in een expressionistische art-decostijl in Bolsward. Sinds 28 mei 2017 draagt het kerkgebouw de eretitel van basilica minor.
De nieuwe kerk verving in de jaren dertig van de 20e eeuw twee oudere rooms-katholieke kerken in Bolsward, allebei bouwwerken van Theo Molkenboer, de aan dezelfde straat gelegen Sint-Martinuskerk en de Sint-Franciscuskerk, die op dezelfde plaats stond als de huidige, gelijknamige kerk. In de loop der tijd zijn de huizen voor de oude kerk afgebroken, waardoor een plein voor de kerk gevormd kon worden.

## Ontwerp
Het ontwerp voor de nieuwe kerk kwam gereed in 1932. De bouw begon in 1933, en de kerk werd op 8 mei 1934 ingewijd. De Nijmeegse architect H.C. van de Leur gebruikte de expressionistische stijl van zijn leermeester Dom Paul Bellot. Aan de buitenkant is de stijl streng, de binnenkant is kleurig en warm. Het exterieur en het interieur van de kerk worden gekenmerkt door een decoratief gebruik van stenen. Aan de buitenkant zijn het decoratieve reliëfpatronen van rode baksteen die de kerk tekenen, en in het interieur werden in verschillende kleuren geglazuurde metselstenen gebruikt in grote paraboolvormige bogen, die door de gebruikte betonconstructie een sterk ruimtelijk effect scheppen.
Rechts van het portaal staat een toren met grote lantaarn en scherpe, kopergedekte spits, waarop sterke reliëfpatronen zijn aangebracht. Aan de linkerkant is een kleine, lage toren. Midden tussen de twee deuren staat een groot kalkstenen beeld van Franciscus van Assisi met een vogel in zijn hand, gadegeslagen door twee vissen. Het is vervaardigd door Gerhardus Jan Adema.
De nieuwe gebrandschilderde ramen bevatten delen die uit de oude kerken afkomstig zijn, het Laatste Avondmaal, het Mirakel van Amsterdam, de martelaren van Gorcum en de heilige Paschalis Baylon. In verband met de gewijzigde liturgische opvattingen van het Tweede Vaticaans Concilie werd het altaarpodium in de jaren zestig van de 20e eeuw aangepast. Verder is het gebouw nog in de oorspronkelijke staat. Sinds 1999 is het een rijksmonument. In de Franciscusbasiliek is in een zijkapel de 13e-eeuwse houten sculptuur van een tronende Maria met kind aangebracht, dat geldt als het mirakelbeeld van Onze-Lieve-Vrouwe van Sevenwouden.
Aan de Sint-Franciscuskerk is op 23 november 2016 door de Romeinse Congregatie voor de Goddelijke Eredienst namens paus Franciscus de eretitel van basilica minor toegekend in verband met de devotie van Maria van Sevenwouden en de verering van de zalige Titus Brandsma. De verheffing tot basiliek vond plaats in een proclamatieviering op 28 mei 2017.

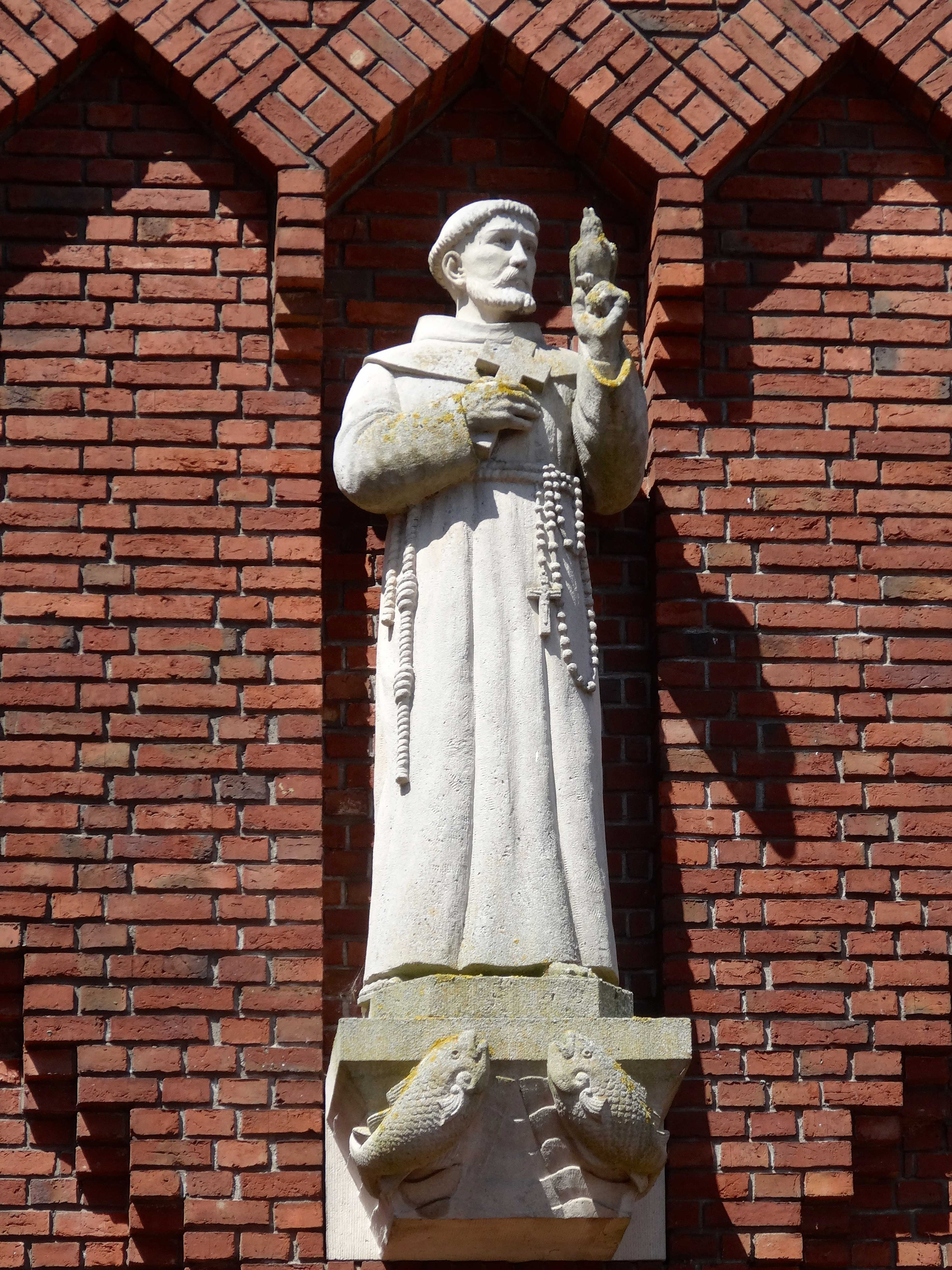
Beeld Sint-Franciscus in de voorgevel
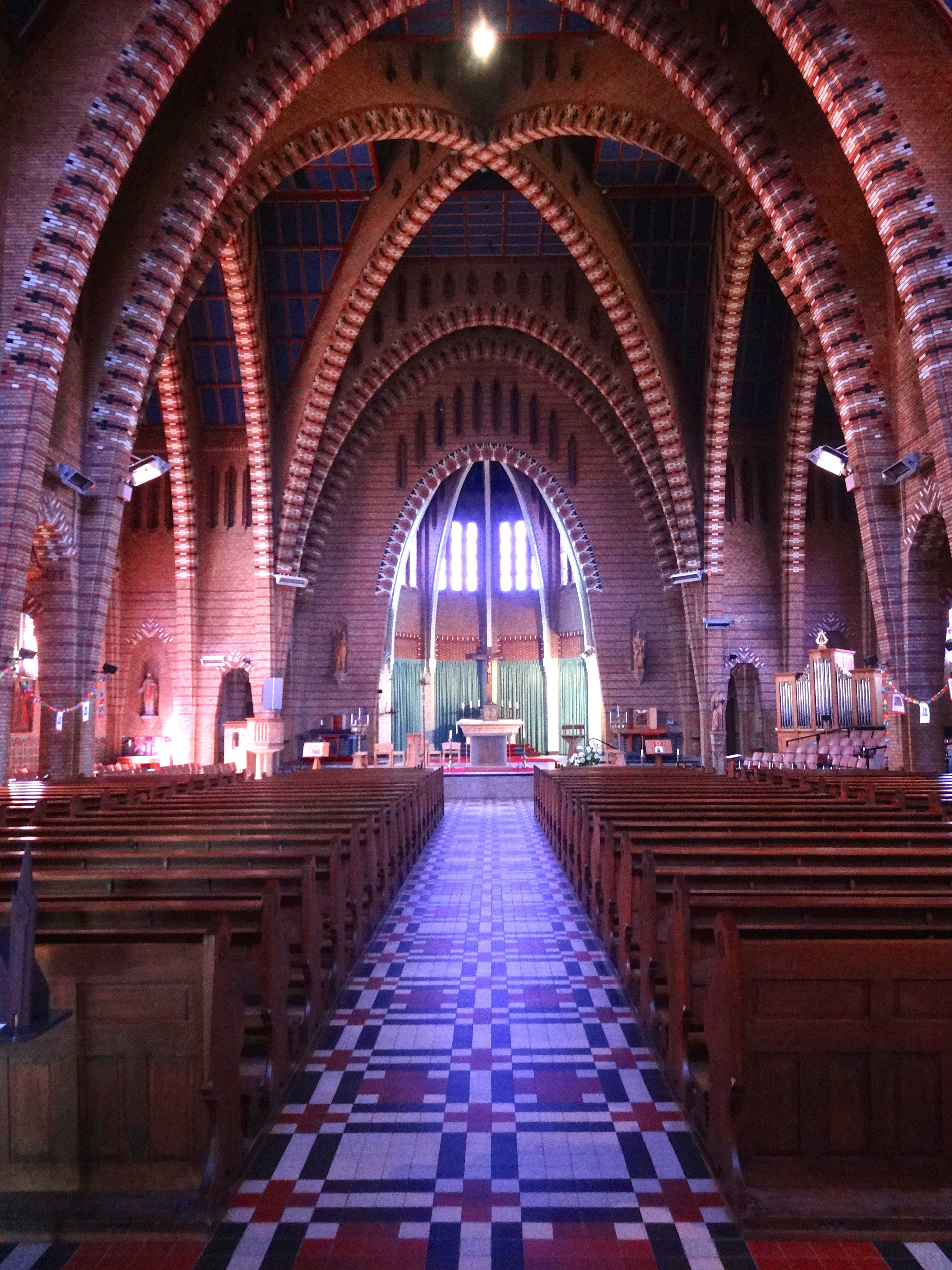
Interieur van de basiliek